# Абаев, Алексей Евстафьевич
Алексе́й Евста́фьевич Аба́ев (12 апреля 1909, село Мна, Тифлисская губерния — 23 апреля 1957, село Чермен, Северо-Осетинская АССР) — советский хозяйственный деятель, кукурузовод, председатель Колхоза имени Сталина Пригородного района Северо-Осетинской АССР, Герой Социалистического Труда (1948).

## Биография
Родился 12 апреля 1909 года в селе Мна Душетского уезда Тифлисской губернии (ныне Казбегского муниципалитета края Мцхета-Мтианети Грузии). В 1925 году переехал во Владикавказ (Северо-Кавказский край), где обучался профессии столяра, работал в кооперативах.
В 1936 году окончил Орджоникидзевский индустриальный техникум. С 1936 по 1939 год работал старшим технологом спиртового завода в Рязани. В 1940 году — на стекольном заводе в Орджоникидзе, одновременно заочно учился во Всесоюзной академии пищевой промышленности имени И. В. Сталина Наркомпищепрома СССР.
С 1941 по 1943 год участвовал в Великой Отечественной войне. В 1942 году вступил в ВКП(б). Будучи помощником командира взвода отдельного лыжного батальона 26-стрелковой дивизии Западного фронта в звании старшего сержанта, в конце 1942 года в боях на территории Калининской области получил тяжёлое ранение и в 1943 году был демобилизован. В том же году поселился в селе Базоркино Чечено-Ингушской АССР (с 1944 года — Чермен Пригородного района Северо-Осетинской АССР), где проживал до конца своей жизни. В 1943—1945 годах работал бригадиром строителей.
В 1945 году был избран председателем колхоза имени Сталина в селе Чермен. В 1947 году руководимый им колхоз получил урожай кукурузы 72,02 центнера с гектара на площади 27 гектаров.
Указом Президиума Верховного Совета СССР от 9 марта 1948 года за получение высоких урожаев кукурузы при выполнении колхозом обязательных поставок и натуроплаты за работу МТС в 1947 году Алексею Евстафьевичу Абаеву присвоено звание Героя Социалистического Труда с вручением ордена Ленина и золотой медали «Серп и Молот».
Делегат XIV, XV и XVI областных партийных конференций. Избирался депутатом Совета Национальностей Верховного Совета СССР III созыва от Северо-Осетинской АССР.
В дальнейшем из-за болезни, обострившейся от полученного в годы войны ранения, ему пришлось оставить пост председателя колхоза. Умер 23 апреля 1957 года на 49-м году жизни. Похоронен в селе Чермен Пригородного района Северной Осетии — Алании.

## Награды
- Золотая медаль «Серп и Молот» (1948)
- Орден Ленина (1948)
- Медаль «За отвагу» (1943)
- Медаль «За победу над Германией в Великой Отечественной войне 1941—1945 гг.»